# Luftwaffenstützpunkt Qionglai

i7
i11
i13
Der Luftwaffenstützpunkt Qionglai ist ein Stützpunkt der Luftstreitkräfte der Volksrepublik China und liegt westlich der Stadt Chengdu, der Hauptstadt der Provinz Sichuan im Südwesten Chinas. Die Anlage befindet sich etwa 3 km südwestlich der Stadt Wangsi (Wangsizhen, im Kreis Dayi) und 2 km nordöstlich der Stadt Sangyuan (Sangyuanzhen, Teil der Stadt Qionglai), östlich der Nationalstraße 318. Das gesamte Gebiet liegt im nordwestlichen Teil des Sichuan-Beckens, unweit von den Ausläufern des großen Qionglai-Gebirges gelegen. 
Auf dem Luftwaffenstützpunkt Qionglai ist die 4. Transportdivision - U/I Air Regiment (Y-7H) stationiert. Die Einheit fliegt den Twin-Turboprop-Transporter Xian Y-7 (NATO-Berichtsname: Coke). Der strategische Transporter Xian Y-20 ist ebenfalls auf dieser Basis mit dem 12. Regiment stationiert.

## Geschichte
Der im Zweiten Weltkrieg errichtete Stützpunkt wurde von der 462d Bombardment Group der US Army Air Forces als Flugplatz für die Durchführung von B-29 Superfortress-Bombenangriffen auf Japan von Indien aus genutzt und war bei den Amerikanern unter dem Namen "Kiunglai Airfield" (oft auch nicht ganz korrekt als Kuinglai transkribiert) oder in der Wade-Giles-Umschrift als Chiung-Lai (A-5) bekannt. Es war einer von vier B-29-Stützpunkten, die von den Amerikanern in China eingerichtet wurden.
Von ihrem Stützpunkt in Piardoba, Indien, aus plante die 462d Bomb Group, von Flugplätzen in China aus Einsätze gegen Japan zu fliegen. Der gesamte Nachschub an Treibstoff, Bomben und Ersatzteilen, der zur Unterstützung der vorgeschobenen Stützpunkte in China benötigt wurde, musste jedoch von Indien aus über „The Hump“ (der Name, den die alliierten Piloten dem östlichen Ende des Himalaya-Gebirges gaben) eingeflogen werden, da die japanische Kontrolle der Meere um die chinesische Küste eine Versorgung Chinas auf dem Seeweg unmöglich machte.
Am 15. Juni nahm die Gruppe von Kuinglai aus am ersten Angriff der amerikanischen Luftwaffe auf die japanischen Heimatinseln seit dem Doolittle-Angriff von 1942 auf Tokyo teil. Die Angriffe auf Japan wurden bis Februar 1945 fortgesetzt. Die B-29 griffen japanische Ziele in Japan, Formosa und der Mandschurei an. Im Oktober wurde die japanische Flugzeugindustrie zum vorrangigen Ziel, und die Flugzeugfabrik in Ōmura war ein regelmäßiges Ziel. Auf Ersuchen von Generalmajor Claire L. Chennault von der Fourteenth Air Force griffen die B-29 am 18. Dezember den wichtigsten Nachschubstützpunkt der japanischen Armee in China bei Hankow an. Sie setzten Brandbomben ein, die den militärischen Lagerbereich zerstörten. Die Feuer in Hankow loderten drei Tage lang. Es war ein Vorgeschmack auf das, was 1945 kommen sollte, als die B-29 Brandbomben mit verheerender Wirkung gegen die leicht entzündlichen Holz- und Papierstrukturen auf den japanischen Heimatinseln einsetzen würden.
Der Befehlshaber des XX. Bomber Command, General Curtis LeMay, gewann die Unterstützung von Mao Zedong, dem kommunistischen Führer und Verbündeten im Kampf gegen die Japaner. Mao kontrollierte riesige Gebiete im Norden, Nordwesten und Osten. Mao, der auf die Anerkennung seines Regimes durch die Amerikaner hoffte, leistete abgestürzten Fliegern Hilfe, erlaubte LeMay, in Yenan eine Richtfunkstation einzurichten, und verbesserte einen Notlandeplatz in Yenan für die Nutzung durch B-29. "General Mao bot an, im Norden Flugplätze für uns zu bauen", sagte LeMay. "Er sagte mir: "Ich kann so viele bauen, wie Sie wollen." Ich entgegnete ihm, dass wir offen gesagt die Flugplätze, die wir bereits unten in Chengtu hatten, nicht versorgen konnten.
Als die B-29-Bomber im April 1945 von Indien zu den neu eroberten Stützpunkten auf den Marianen-Inseln verlegt wurden, endete die Nutzung des Flugplatzes Kuinglai durch die USAAF. Mit dem Abzug der Amerikaner wurde der Flugplatz an die chinesischen Behörden übergeben.